# Gorte, Bhatkal
Gorte là một làng thuộc tehsil Bhatkal, huyện Uttara Kannada, bang Karnataka, Ấn Độ.